# Nothoscordum bonariense
Nothoscordum bonariense är en amaryllisväxtart som först beskrevs av Christiaan Hendrik Persoon, och fick sitt nu gällande namn av Gustave Beauverd. Nothoscordum bonariense ingår i släktet vaniljlökar, och familjen amaryllisväxter. Inga underarter finns listade i Catalogue of Life.